# Unione Sportiva Lecce 2016-2017
Questa voce raccoglie le informazioni riguardanti l'Unione Sportiva Lecce nelle competizioni ufficiali della stagione 2016-2017.

## Stagione
I giallorossi hanno effettuato il ritiro precampionato a Cotronei (Crotone) dal 14 al 29 luglio, effettuando gli allenamenti presso il Sila Regia Stadium. La seconda parte del ritiro ha avuto luogo a Roccaporena (Perugia) dal 2 al 7 agosto. Il debutto ufficiale nella stagione 2016-2017 è avvenuto il 30 luglio 2016 in occasione della partita contro l'AltoVicentino valida per il primo turno della Coppa Italia Tim Cup. I giallorossi hanno vinto contro i veneti (2-1), avanzando al turno successivo, dove hanno superato l'Ascoli (6-7) dopo i rigori, poi nel terzo turno il Lecce viene eliminato (3-2) dal Genoa.
In campionato la squadra giallorossa allenato da Pasquale Padalino vola a gonfie vele, al termine del girone di andata è prima con 39 punti, affiancata dal Matera, nel girone di ritorno ottiene ancora 35 punti, ma è costretta ad assistere all'ascesa inarrestabile del Foggia, che supera i salentini alla 28ª giornata, senza più riprenderli. Con il secondo posto finale a 74 punti, per il Lecce non restano che i Play-off. Il Lecce gioca quattro gare, ottenendo quattro pareggi, con la Sambenedettese i due pari permettono di superare il turno, perché meglio piazzati in campionato, mentre con l'Alessandria i due pareggi hanno portato al tiro dei calci di rigore, che hanno premiato (5-4) i piemontesi. A due giornate dal termine del campionato, dopo la sconfitta (1-0) di Messina, viene sostituito l'allenatore con Roberto Rizzo con il quale si sono disputati i Play-off. Nella Coppa Italia di Lega Pro i giallorossi nel primo turno hanno superato il Francavilla, dopo aver pareggiato (1-1) al San Giovanni Paolo II, si sono imposti (5-6) ai rigori, mentre nei sedicesimi di finale sono stati eliminati (2-1) dal Matera.

## Organigramma societario
Tratto dal sito ufficiale.
Area direttiva
- Presidente: Enrico Tundo
- Presidente onorario: Saverio Sticchi Damiani
- Vicepresidente: Corrado Liguori
- Vicepresidente: Stefano Adamo
- Direttore generale: Giuseppe Mercadante
- Direttore sportivo: Mauro Meluso

Area tecnica
- Allenatore: Pasquale Padalino (1ª-36ª); Roberto Rizzo (37ª-42ª)
- Allenatore in seconda: Sergio Di Corcia (1ª-36ª); Alessandro Morello (37ª-42ª)
- Collaboratore tecnico: Paolo Fiore (1ª-36ª)
- Collaboratore atletico: Raffaele Tumolo (37ª-42)
- Team manager: Claudio Vino
- Responsabile settore giovanile: Roberto Alberti
- Preparatore dei portieri: Luigi Sassanelli
- Preparatore atletico: Leandro Zoila (1ª-36ª); Paolo Redavid (37ª-42ª)

Area sanitaria
- Medici sociali: Luigi Cappello, Giuseppe Congedo e Antonio Tondo
- Massofisioterapista: Alessandro Donato
- Osteopata: Graziano Fiorita

## Divise e sponsor
Lo sponsor tecnico per la stagione 2016-2017 è Legea, per il quarto anno consecutivo. Lo sponsor ufficiale è, per la seconda stagione consecutiva, Moby.
Coppa Italia e Lega Pro (1ª - 6ª giornata)
| 1° maglia | 2ª maglia | 3° maglia |

Coppa Italia e Lega Pro (7ª - 38ª giornata)
|  |

| 1° maglia | 2ª maglia | 3° maglia |

## Rosa
In corsivo i giocatori ceduti a stagione in corso.

Aggiornata al 31 gennaio 2017
| N. |                       | Ruolo | Calciatore               |
| -- | --------------------- | ----- | ------------------------ |
| 1  | Italia (bandiera)     | P     | Marco Bleve              |
| 2  | Italia (bandiera)     | D     | Ferdinando Vitofrancesco |
| 3  | Italia (bandiera)     | D     | Sergio Contessa          |
| 3  | Italia (bandiera)     | D     | Giuseppe Agostinone      |
| 4  | Italia (bandiera)     | C     | Marco Mancosu            |
| 5  | Italia (bandiera)     | D     | Francesco Cosenza        |
| 6  | Italia (bandiera)     | C     | Andrea Arrigoni          |
| 7  | Italia (bandiera)     | A     | Giuseppe Torromino       |
| 8  | Portogallo (bandiera) | C     | Pedro Costa Ferreira     |
| 9  | Bulgaria (bandiera)   | A     | Antonio Vutov            |
| 9  | Italia (bandiera)     | A     | Michele Marconi          |
| 10 | Italia (bandiera)     | C     | Franco Lepore (capitano) |
| 11 | Italia (bandiera)     | A     | Mario Pacilli            |
| 12 | Italia (bandiera)     | P     | Gianmarco Chironi        |
| 13 | Bulgaria (bandiera)   | C     | Radoslav Conev           |
| 14 | Italia (bandiera)     | D     | Antonio Giosa            |

| N. |                    | Ruolo | Calciatore         |
| -- | ------------------ | ----- | ------------------ |
| 15 | Italia (bandiera)  | D     | Alessandro Camisa  |
| 16 | Italia (bandiera)  | D     | Mirko Drudi        |
| 17 | Italia (bandiera)  | A     | Andrea Capristo    |
| 17 | Italia (bandiera)  | C     | Gianmarco Monaco   |
| 18 | Italia (bandiera)  | A     | Salvatore Caturano |
| 19 | Francia (bandiera) | D     | Kévin Vinetot      |
| 20 | Italia (bandiera)  | C     | Giuseppe Maimone   |
| 21 | Italia (bandiera)  | C     | Luca Fiordilino    |
| 22 | Senegal (bandiera) | P     | Lys Gomis          |
| 22 | Italia (bandiera)  | P     | Armando Foscarini  |
| 23 | Italia (bandiera)  | D     | Simone Ciancio     |
| 24 | Francia (bandiera) | A     | Abdou Doumbia      |
| 25 | Italia (bandiera)  | A     | Mattia Persano     |
| 25 | Italia (bandiera)  | P     | Filippo Perucchini |
| 26 | Italia (bandiera)  | D     | Gianluca Freddi    |

## Calciomercato

### Sessione estiva(dal 1/7 al 31/8)
| Acquisti | Acquisti                 | Acquisti      | Acquisti         |
| R.       | Nome                     | da            | Modalità         |
| -------- | ------------------------ | ------------- | ---------------- |
| P        | Lys Gomis                | Torino        | definitivo       |
| D        | Antonio Giosa            | Como          | prestito         |
| D        | Sergio Contessa          | Juve Stabia   | svincolato       |
| D        | Kévin Vinetot            | AlbinoLeffe   | fine prestito    |
| D        | Simone Ciancio           | Cosenza       | definitivo       |
| D        | Ferdinando Vitofrancesco | Alessandria   | definitivo       |
| D        | Mirko Drudi              | Santarcangelo | definitivo       |
| C        | Andrea Arrigoni          | Cosenza       | definitivo       |
| C        | Luca Fiordilino          | Palermo       | prestito         |
| C        | Giuseppe Maimone         | Melfi         | definitivo       |
| C        | Marco Mancosu            | Casertana     | definitivo       |
| C        | Gianmarco Monaco         | Foligno       | fine prestito    |
| C        | Radoslav Conev           | Levski Sofia  | svincolato       |
| A        | Mario Pacilli            | Cremonese     | definitivo       |
| A        | Salvatore Caturano       | Bari          | rinnovo prestito |
| A        | Giuseppe Torromino       | Crotone       | definitivo       |
| A        | Luigi Della Rocca        | Rimini        | fine prestito    |
| A        | Antonio Vutov            | Udinese       | prestito         |
| A        | Mattia Persano           | Bologna       | fine prestito    |

| Cessioni | Cessioni             | Cessioni           | Cessioni      |
| R.       | Nome                 | a                  | Modalità      |
| -------- | -------------------- | ------------------ | ------------- |
| P        | Massimiliano Benassi | Arezzo             | prestito      |
| P        | Filippo Perucchini   | Bologna            | fine prestito |
| D        | Giuseppe Abruzzese   | Virtus Francavilla | svincolato    |
| D        | Raffaele Alcibiade   | -                  | svincolato    |
| D        | Andrea Beduschi      | L.R. Vicenza       | svincolato    |
| D        | Matteo Legittimo     | Trapani            | definitivo    |
| D        | Matteo Liviero       | Juventus           | fine prestito |
| D        | Andrea Morello       | Nardò              | prestito      |
| D        | Francesco Lo Bue     | -                  | svincolato    |
| C        | Fabrizio Lo Sicco    | AlbinoLeffe        |               |
| C        | Romeo Papini         | Matera             | svincolato    |
| C        | Stefano Salvi        | Juve Stabia        | definitivo    |
| C        | Giuseppe De Feudis   | Arezzo             | definitivo    |
| C        | Alessandro Carrozza  |                    | svincolato    |
| C        | Eric Herrera         | Paganese           | prestito      |
| A        | Juan Surraco         | Ternana            | definitivo    |
| A        | Bálint Vécsei        | Bologna            | fine prestito |
| A        | Davis Curiale        | Trapani            | fine prestito |
| A        | Davide Moscardelli   | Arezzo             | svincolato    |
| A        | Ali Sowe             | Chievo             | fine prestito |
| A        | Marco Rosafio        | Juve Stabia        | definitivo    |
| A        | Luigi Della Rocca    |                    | svincolato    |

### Sessione invernale(dal 4/1 al 1/2)
| Acquisti | Acquisti             | Acquisti    | Acquisti   |
| R.       | Nome                 | da          | Modalità   |
| -------- | -------------------- | ----------- | ---------- |
| P        | Filippo Perucchini   | Bologna     | prestito   |
| D        | Giuseppe Agostinone  | Piacenza    | definitivo |
| C        | Pedro Costa Ferreira | Entella     | definitivo |
| A        | Michele Marconi      | Alessandria | prestito   |

| Cessioni | Cessioni        | Cessioni         | Cessioni      |
| R.       | Nome            | a                | Modalità      |
| -------- | --------------- | ---------------- | ------------- |
| P        | Lys Gomis       | Paganese         | definitivo    |
| D        | Sergio Contessa | Reggiana         | prestito      |
| D        | Gianluca Freddi |                  | svincolato    |
| D        | Kévin Vinetot   | Mantova          | prestito      |
| A        | Andrea Capristo | Folgore Caratese | prestito      |
| A        | Mattia Persano  | Siracusa         | prestito      |
| A        | Antonio Vutov   | Udinese          | fine prestito |

## Risultati

### Lega Pro

#### Girone di andata
| Arbitro: | Valiante (Salerno) |

|                |           |                            |
| Mouzakitis 83’ | Marcatori | 52’ Caturano 68’ Torromino |

| Arbitro: | D'Apice (Arezzo) |

|                                        |           |           |
| Torromino 19’, 90+3’ Caturano 32’, 61’ | Marcatori | 7’ Zanini |

| Arbitro: | Camplone (Pescara) |

|               |           |                              |
| C. Foggia 84’ | Marcatori | 29’ 31’ Caturano 55’ Pacilli |

| Arbitro: | Fournerau (Roma) |

|                                        |           |  |
| Caturano 14’, 80’ (rig.) Torromino 77’ | Marcatori |  |

| Lecce 18 settembre 2016, ore 20:30 CEST 5ª giornata | Lecce            | 0 – 0 referto | Casertana | Stadio Via del Mare (12.460 spett.)\| Arbitro: \| Ranaldi (Tivoli) \| |
| Arbitro:                                            | Ranaldi (Tivoli) |               |           |                                                                       |

| Arbitro: | Bertani (Pisa) |

|  |           |                            |
|  | Marcatori | 68’ M. Mancosu 85’ Pacilli |

| Arbitro: | Dionisi (L'Aquila) |

|              |           |  |
| Caturano 48’ | Marcatori |  |

| Arbitro: | Zingarelli (Siena) |

|                            |           |                           |
| Saraniti 45+2’, 74’ (rig.) | Marcatori | 20’ M. Mancosu 49’ Lepore |

| Arbitro: | Massimi (Termoli) |

|                         |           |  |
| Torromino 18’, 59’, 72’ | Marcatori |  |

| Arbitro: | Maggioni (Lecco) |

|                                |           |  |
| Conev 71’ (aut.) Di Grazia 74’ | Marcatori |  |

| Lecce 31 ottobre 2016, ore 20:45 CEST 11ª giornata | Lecce                    | 0 – 0 referto | Foggia | Stadio Via del Mare (17.254 spett.)\| Arbitro: \| Guccini (Albano Laziale) \| |
| Arbitro:                                           | Guccini (Albano Laziale) |               |        |                                                                               |

| Arbitro: | Robilotta (Sala Consilina) |

|                           |           |                          |
| Squillace 45’ Bombagi 47’ | Marcatori | 1’ Torromino 25’ Pacilli |

| Arbitro: | Proietti (Terni) |

|                |           |             |
| M. Mancosu 65’ | Marcatori | 30’ Gambino |

| Arbitro: | Balice (Termoli) |

|                        |           |                                    |
| Kanouté 5’ Izzillo 37’ | Marcatori | 59’ Pacilli 69’ Conev 90’ Caturano |

| Arbitro: | Paolini (Ascoli Piceno) |

|  |           |           |
|  | Marcatori | 11’ Conev |

| Arbitro: | Zanonato (Vicenza) |

|  |           |                                        |
|  | Marcatori | 18’ Negro 43’ Armellino 58’ Strambelli |

| Arbitro: | D'Apice (Arezzo) |

|  |           |                                        |
|  | Marcatori | 19’ (rig.), 78’ Caturano 45+1’ Persano |

| Arbitro: | Giua (Olbia) |

|                             |           |               |
| Lepore 36’ 57’ Caturano 43’ | Marcatori | 52’ Reginaldo |

| Andria 17 dicembre 2016, ore 14:30 CEST 19ª giornata | Fidelis Andria    | 0 – 0 referto | Lecce | Stadio degli Ulivi (3.326 spett.)\| Arbitro: \| Perotti (Legnano) \| |
| Arbitro:                                             | Perotti (Legnano) |               |       |                                                                      |

#### Girone di ritorno
| Arbitro: | Ranaldi (Tivoli) |

|                                       |           |                              |
| Conev 30’ M. Mancosu 47’ Caturano 55’ | Marcatori | 38’ 42’ Montini 78’ A. Gatto |

| Arbitro: | Fourneau (Roma) |

|  |           |                          |
|  | Marcatori | 58’ Caturano 67’ Pacilli |

| Arbitro: | Paterna (Teramo) |

|                                           |           |               |
| Doumbia 23’ Caturano 29’ M. Mancosu 90+4’ | Marcatori | 45’ C. Foggia |

| Arbitro: | Camplone (Pescara) |

|             |           |                        |
| Prestia 28’ | Marcatori | 68’ Doumbia 75’ Lepore |

| Arbitro: | Pillitteri (Palermo) |

|             |           |  |
| Ciotola 24’ | Marcatori |  |

| Arbitro: | Valiante (Salerno) |

|                                        |           |                  |
| Caturano 41’ (rig.) Malerba 59’ (aut.) | Marcatori | 74’ De Silvestro |

| Arbitro: | Massimi (Termoli) |

|             |           |                            |
| Coralli 28’ | Marcatori | 21’ M. Marconi 47’ Doumbia |

| Arbitro: | Volpi (Arezzo) |

|                                   |           |              |
| Pacilli 20’ (rig.) M. Marconi 81’ | Marcatori | 38’ L. Viola |

| Arbitro: | Piscopo (Imperia) |

|                            |           |            |
| Prezioso 40’ Abruzzese 70’ | Marcatori | 43’ Lepore |

| Arbitro: | Paolini (Ascoli Piceno) |

|                    |           |  |
| Costa Ferreira 50’ | Marcatori |  |

| Arbitro: | Giua (Olbia) |

|                                 |           |  |
| Mazzeo 29’ Coletti 33’ Deli 52’ | Marcatori |  |

| Arbitro: | Dionisi (L'Aquila) |

|                                |           |  |
| Maimone 4’ Torromino 8’ (rig.) | Marcatori |  |

| Cosenza 2 aprile 2017, ore 18:30 CEST 32ª giornata | Cosenza                  | 0 – 0 referto | Lecce | Stadio San Vito-Gigi Marulla (2.061 spett.)\| Arbitro: \| Guccini (Albano Laziale) \| |
| Arbitro:                                           | Guccini (Albano Laziale) |               |       |                                                                                       |

| Arbitro: | Amoroso (Paola) |

|                                       |           |                         |
| M. Marconi 30’ Conev 40’ Caturano 80’ | Marcatori | 39’ Paponi 90+3’ Cutolo |

| Arbitro: | Fourneau (Roma) |

|                                             |           |  |
| Torromino 24’ Lepore 26’ (rig.) Doumbia 83’ | Marcatori |  |

| Arbitro: | Perotti (Legnano) |

|           |           |                    |
| Negro 28’ | Marcatori | 65’ Costa Ferreira |

| Arbitro: | Mantelli (Brescia) |

|  |           |              |
|  | Marcatori | 66’ Anastasi |

| Arbitro: | Pasciuta (Agrigento) |

|            |           |             |
| Firenze 7’ | Marcatori | 76’ Doumbia |

| Arbitro: | Camplone (Pescara) |

|                |           |               |
| M. Mancosu 31’ | Marcatori | 66’ Tartaglia |

### Play-off

#### Ottavi di finale
| Arbitro: | Pillitteri (Palermo) |

|                |           |                     |
| L. Mancuso 46’ | Marcatori | 52’ (rig.) Caturano |

| Lecce 24 maggio 2017, ore 20:30 CEST Ottavi di finale - ritorno | Lecce              | 0 – 0 referto | Sambenedettese | Stadio Via del Mare (10.528 spett.)\| Arbitro: \| Zanonato (Vicenza) \| |
| Arbitro:                                                        | Zanonato (Vicenza) |               |                |                                                                         |

#### Quarti di finale
| Arbitro: | Paolini (Ascoli Piceno) |

|             |           |            |
| Pacilli 53’ | Marcatori | 30’ Marras |

| Arbitro: | Guccini (Albano Laziale) |

|                                        |                      |                                                      |
| Branca Evacuo Bocalon Sosa Sestu Nicco | Tiri di rigore 5 – 4 | Costa Ferreira Conev Mancosu Caturano Lepore Ciancio |

### Coppa Italia
| Arbitro: | Strippoli (Bari) |

|                       |           |                |
| Vutov 13’ Mancosu 83’ | Marcatori | 88’ Trinchieri |

| Arbitro: | Nasca (Bari) |

|                                                                    |                      |                                                                      |
| Giosa 75’ (aut.) Mengoni 90+2’                                     | Marcatori            | 38’ Lepore 57’ Caturano                                              |
| Pecorini Jaadi Lazzari Orsolini L. Gatto Augustyn Hallberg Mengoni | Tiri di rigore 6 – 7 | Vitofrancesco Vutov Giosa Fiordilino Lepore Arrigoni Cosenza Ciancio |

| Arbitro: | Gavillucci (Latina) |

|                                     |           |                          |
| Veloso 47’ Pandev 73’ Pavoletti 80’ | Marcatori | 62’ Lepore 64’ Torromino |

### Coppa Italia Lega Pro
| Arbitro: | Valiante (Salerno) |

|                                                |                      |                                          |
| Idda 90’                                       | Marcatori            | 18’ Vutov                                |
| De Angelis Abruzzese Nzola Galdean Abate Gallù | Tiri di rigore 5 – 6 | Gomis Drudi Persano Tsonev Vutov Ciancio |

| Arbitro: | Fiorini (Frosinone) |

|                                   |           |             |
| Iannini 22’ Strambelli 90’ (rig.) | Marcatori | 52’ Persano |

## Statistiche

### Andamento in campionato
| Giornata  | 1 | 2 | 3 | 4 | 5 | 6 | 7 | 8 | 9 | 10 | 11 | 12 | 13 | 14 | 15 | 16 | 17 | 18 | 19 | 20 | 21 | 22 | 23 | 24 | 25 | 26 | 27 | 28 | 29 | 30 | 31 | 32 | 33 | 34 | 35 | 36 | 37 | 38 |
| --------- | - | - | - | - | - | - | - | - | - | -- | -- | -- | -- | -- | -- | -- | -- | -- | -- | -- | -- | -- | -- | -- | -- | -- | -- | -- | -- | -- | -- | -- | -- | -- | -- | -- | -- | -- |
| Luogo     | T | C | T | C | C | T | C | T | C | T  | C  | T  | C  | T  | T  | C  | T  | C  | T  | T  | C  | T  | T  | T  | C  | T  | C  | T  | C  | T  | C  | T  | C  | C  | T  | C  | T  | C  |
| Risultato | V | V | V | V | N | V | V | N | V | P  | N  | N  | N  | V  | V  | P  | V  | V  | N  | N  | V  | V  | V  | P  | V  | V  | V  | P  | V  | P  | V  | N  | V  | V  | N  | P  | N  | N  |
| Posizione | 1 | 1 | 1 | 1 | 2 | 2 | 1 | 1 | 1 | 1  | 4  | 4  | 4  | 1  | 1  | 2  | 1  | 1  | 2  | 2  | 2  | 2  | 2  | 3  | 1  | 1  | 1  | 2  | 2  | 2  | 2  | 2  | 2  | 2  | 2  | 2  | 2  | 2  |

Legenda:

Luogo: C = Casa; T = Trasferta. Risultato: V = Vittoria; N = Pareggio; P = Sconfitta.

## Giovanili

### Organigramma
Dal sito ufficiale della società
- Allenatore Formazione Berretti: Claudio Luperto
- Allenatore Formazione Under 17: Alessandro Morello
- Allenatore Formazione Under 15: Vincenzo Mazzeo